# Staatz
Staatz ist eine ehemalige Stadtgemeinde und heutige Marktgemeinde mit 1923 Einwohnern (Stand 1. Jänner 2025) im Bezirk Mistelbach in Niederösterreich.

## Geografie
Staatz liegt im Weinviertel in Niederösterreich. Die Fläche der Marktgemeinde umfasst 42,63 Quadratkilometer. 12,48 Prozent der Fläche sind bewaldet.

### Gemeindegliederung
Das Gemeindegebiet umfasst folgende sechs Ortschaften (in Klammern Einwohnerzahl Stand 1. Jänner 2025):
- Ameis (320)
- Enzersdorf bei Staatz (338)
- Ernsdorf bei Staatz (168)
- Staatz-Kautendorf (577)
- Waltersdorf bei Staatz (158)
- Wultendorf (362)

Die Gemeinde besteht aus den Katastralgemeinden Ameis, Enzersdorf bei Staatz, Ernsdorf, Staatz-Kautendorf, Waltersdorf und Wultendorf.
Die Gemeinde gehört zur Kleinregion Land um Laa.
Am 1. Jänner 1966 erfolgte die Eingemeindung der ehemals selbständigen Gemeinden Ameis, Enzersdorf bei Staatz, Ernsdorf bei Staatz, Waltersdorf bei Staatz, Wultendorf nach Staatz.

### Nachbargemeinden
| Laa an der Thaya | Neudorf                                     |          |
| Fallbach         | Kompassrose, die auf Nachbargemeinden zeigt | Poysdorf |
|                  | Mistelbach                                  |          |

## Geschichte
Die Geschichte der Marktgemeinde Staatz ist eng mit der gleichnamigen Burgruine verknüpft. Die Burg Staatz entstand bereits im 11. Jahrhundert, die erste urkundliche Erwähnung ist im Jahr 1072 belegt. In den Jahren von 1125 bis 1137 tritt ein Reginger von Staatz in Erscheinung. In den Jahren von 1178 bis 1198 wird Odalrich von Staatz samt seinen Söhnen Otto und Pilgrim erwähnt. Um das Jahr 1200 werden Reinger und Eberwein von Staatz genannt. Ulrich II. von Staatz wird bis zum Jahre 1230 genannt. Das männliche Geschlecht der Staatzer endete wahrscheinlich um die Mitte des 13. Jahrhunderts. Im weiteren Verlauf des Mittelalters waren der Ort und seine Burg mehrfach Schauplatz kriegerischer Auseinandersetzungen. In der ersten Hälfte des 16. Jahrhunderts kam Staatz an die Freiherrn von Rogendorf. Im Jahre 1551 wurde die Herrschaft Staatz vom Landesfürsten, Kaiser Ferdinand I., an die Freiherrn von Breuner verpfändet, die die Burg ausbauten. Gegen Ende des Dreißigjährigen Krieges wurde die Burg 1645 durch ein schwedisches Heer zerstört. Seitdem ist sie eine Ruine. Die Grafen von Breuner erbauten in den Jahren von 1645 bis 1672 am östlichen Fuß des Burgfelsens ein neues Schloss, welches im Jahre 1807 von den Grafen Colloredo umgebaut wurde.
In den Jahren von 1454 bis 1590 zählte Staatz 20 Häuser.
In den letzten Tagen des Zweiten Weltkriegs wurden Staatz und seine Katastralgemeinden Schauplatz heftiger und wechselvoller Kämpfe zwischen Truppen der Wehrmacht und der Roten Armee. In Staatz selbst wurden starke Zerstörungen durch Artilleriebeschuss verursacht, wobei auch Zivilisten ums Leben kamen und zahlreiche Gebäude durch Brand zerstört wurden. In Ernsdorf fanden zwischen 19. und 24. April 1945 schwere Kämpfe statt, bei denen 12 Panzer abgeschossen und zwei Zivilisten getötet wurden. Am 22. April marschierten sowjetische Soldaten in Ernsdorf ein, plünderten den Ort und beschlagnahmten fast den gesamten Viehbestand und sämtliche Nahrungsmittel. Ein Ernsdorfer Kaufmann berichtete, dass Vergewaltigungen an der Tagesordnung waren, eine Frau soll in nur einer Nacht sogar 36 mal missbraucht worden sein. In Enzersdorf fanden ebenso Kämpfe statt, auch dort kamen mindestens zwei Zivilisten ums Leben. Durch die Kriegsereignisse im Jahre 1945 brannte auch das Schloss aus und musste abgebrochen werden. Erhalten sind nur noch der Schüttkasten (heute Musikvereinssaal) und zwei Wohngebäude.

### Einwohnerentwicklung
Mit der Ausnahme des Jahres 2001 ist die Bevölkerungszahl in den letzten hundert Jahren rückläufig. Zwischen 2001 und 2011 erfolgte eine starke Zuwanderung, seitdem sind aber Wanderungsbilanz und Geburtenbilanz negativ.
| Staatz: Einwohnerzahlen von 1869 bis 2025           | Staatz: Einwohnerzahlen von 1869 bis 2025 | Staatz: Einwohnerzahlen von 1869 bis 2025 | Staatz: Einwohnerzahlen von 1869 bis 2025 | Staatz: Einwohnerzahlen von 1869 bis 2025 |
| --------------------------------------------------- | ----------------------------------------- | ----------------------------------------- | ----------------------------------------- | ----------------------------------------- |
| Jahr                                                |                                           |                                           |                                           | Einwohner                                 |
| 1869                                                | 1869                                      |                                           | 2.497                                     | 2.497                                     |
| 1880                                                | 1880                                      |                                           | 2.636                                     | 2.636                                     |
| 1890                                                | 1890                                      |                                           | 2.944                                     | 2.944                                     |
| 1900                                                | 1900                                      |                                           | 2.903                                     | 2.903                                     |
| 1910                                                | 1910                                      |                                           | 2.959                                     | 2.959                                     |
| 1923                                                | 1923                                      |                                           | 2.728                                     | 2.728                                     |
| 1934                                                | 1934                                      |                                           | 2.696                                     | 2.696                                     |
| 1939                                                | 1939                                      |                                           | 2.606                                     | 2.606                                     |
| 1951                                                | 1951                                      |                                           | 2.533                                     | 2.533                                     |
| 1961                                                | 1961                                      |                                           | 2.289                                     | 2.289                                     |
| 1971                                                | 1971                                      |                                           | 2.125                                     | 2.125                                     |
| 1981                                                | 1981                                      |                                           | 2.059                                     | 2.059                                     |
| 1991                                                | 1991                                      |                                           | 2.012                                     | 2.012                                     |
| 2001                                                | 2001                                      |                                           | 2.065                                     | 2.065                                     |
| 2011                                                | 2011                                      |                                           | 1.993                                     | 1.993                                     |
| 2021                                                | 2021                                      |                                           | 1.910                                     | 1.910                                     |
| 2025                                                | 2025                                      |                                           | 1.923                                     | 1.923                                     |
| Quelle(n): Statistik Austria, Gebietsstand 1.1.2021 |                                           |                                           |                                           |                                           |

## Kultur und Sehenswürdigkeiten

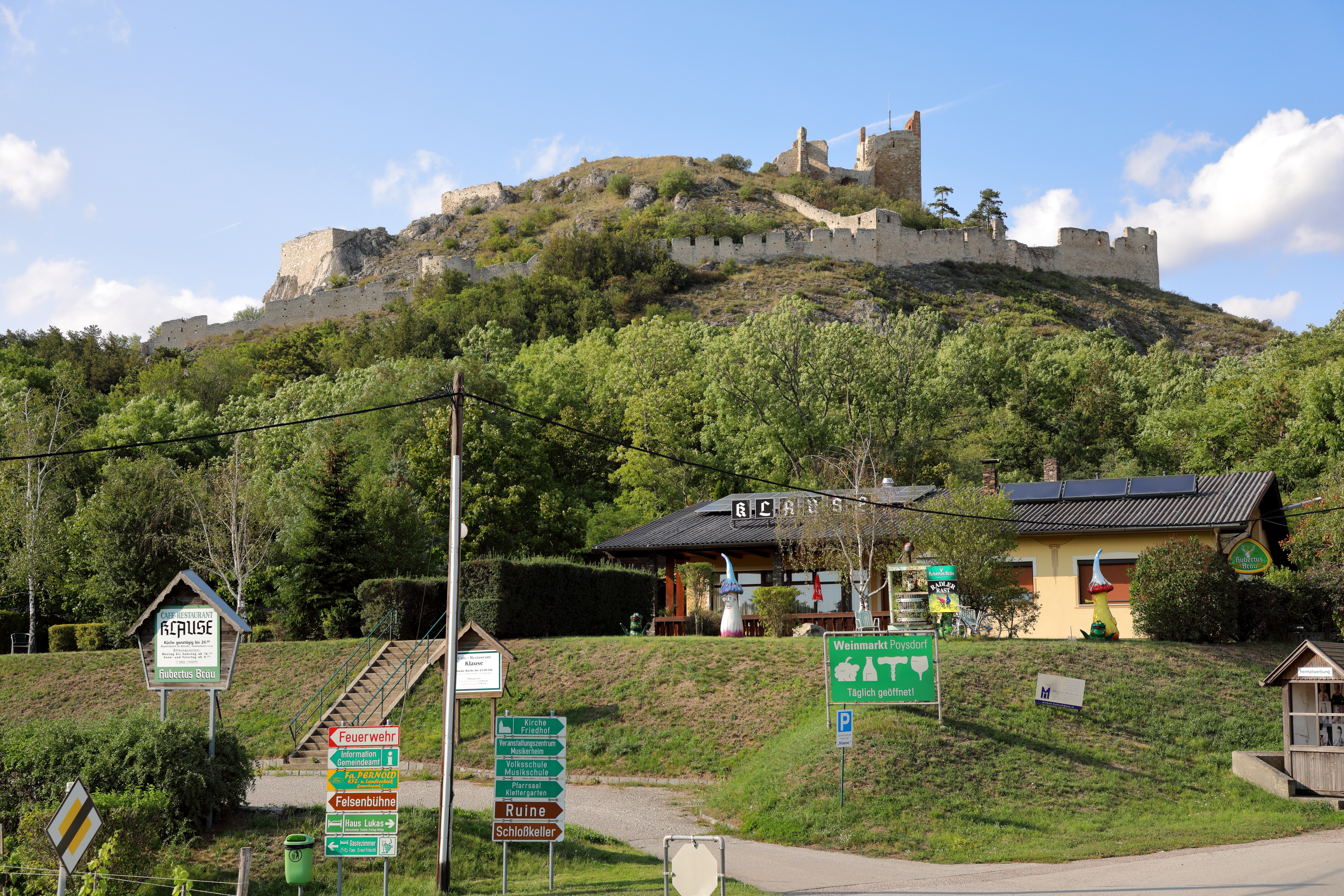
Staatzer Klippe und Burgruine Staatz

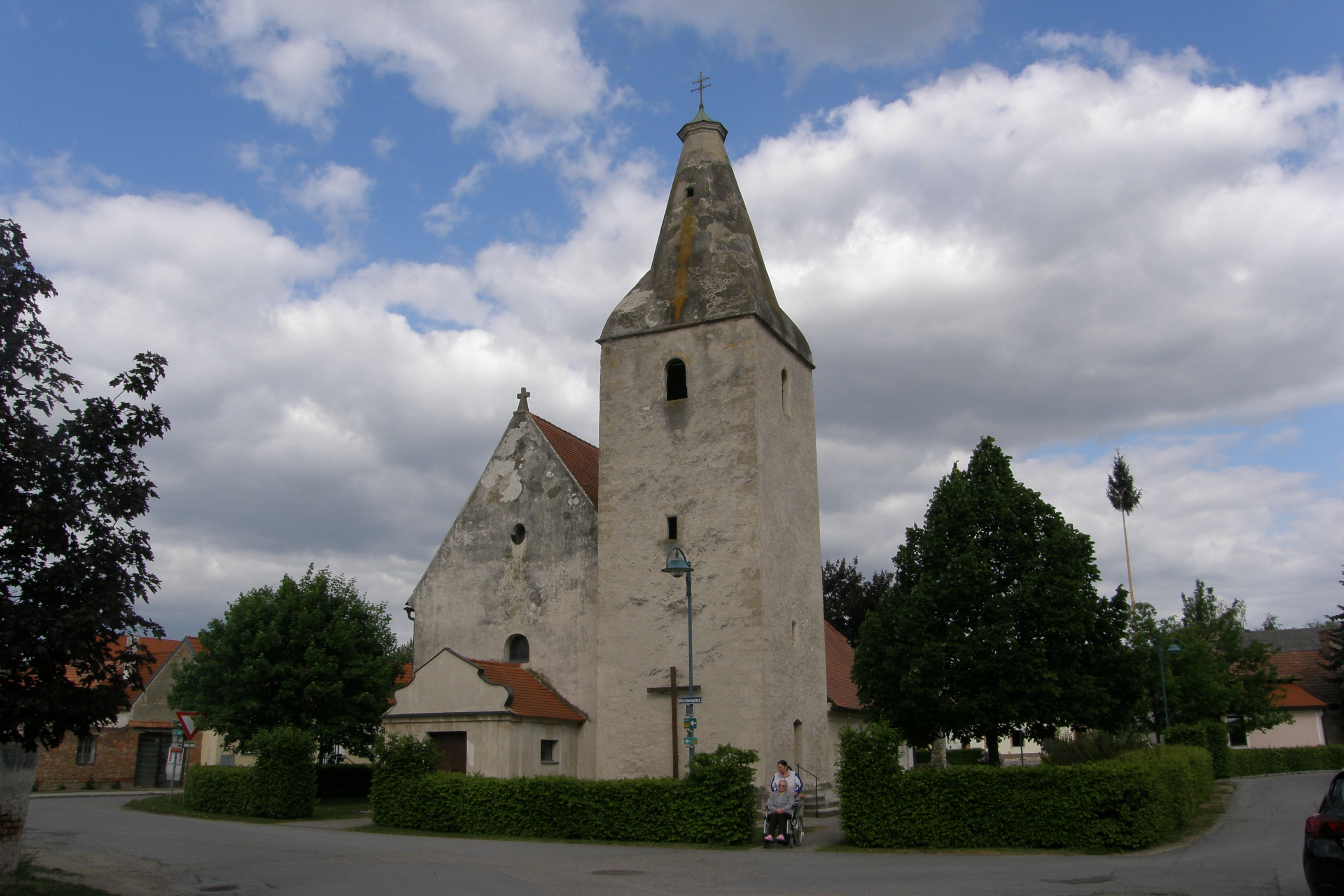
Pfarrkirche Ameis

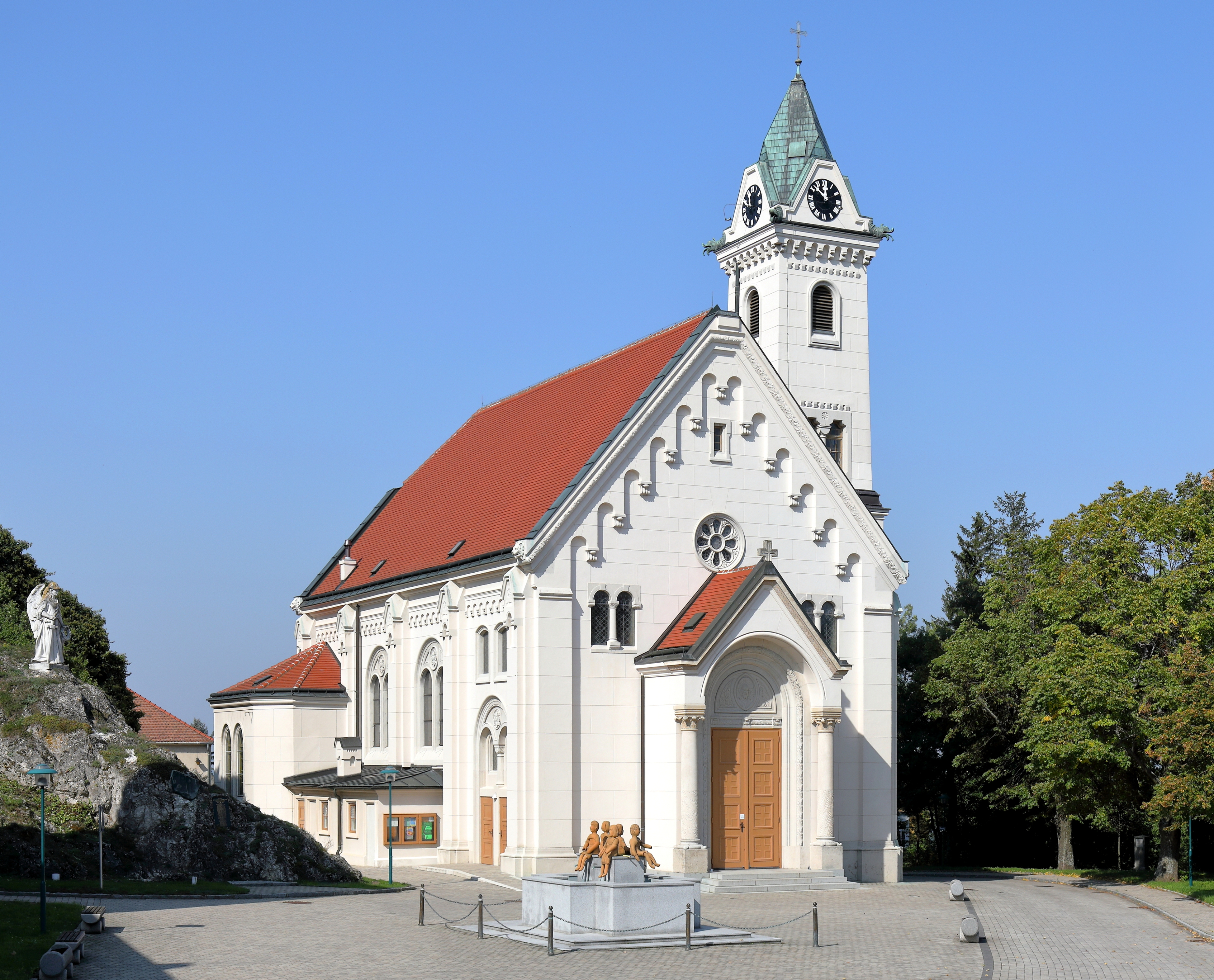
Pfarrkirche Staatz

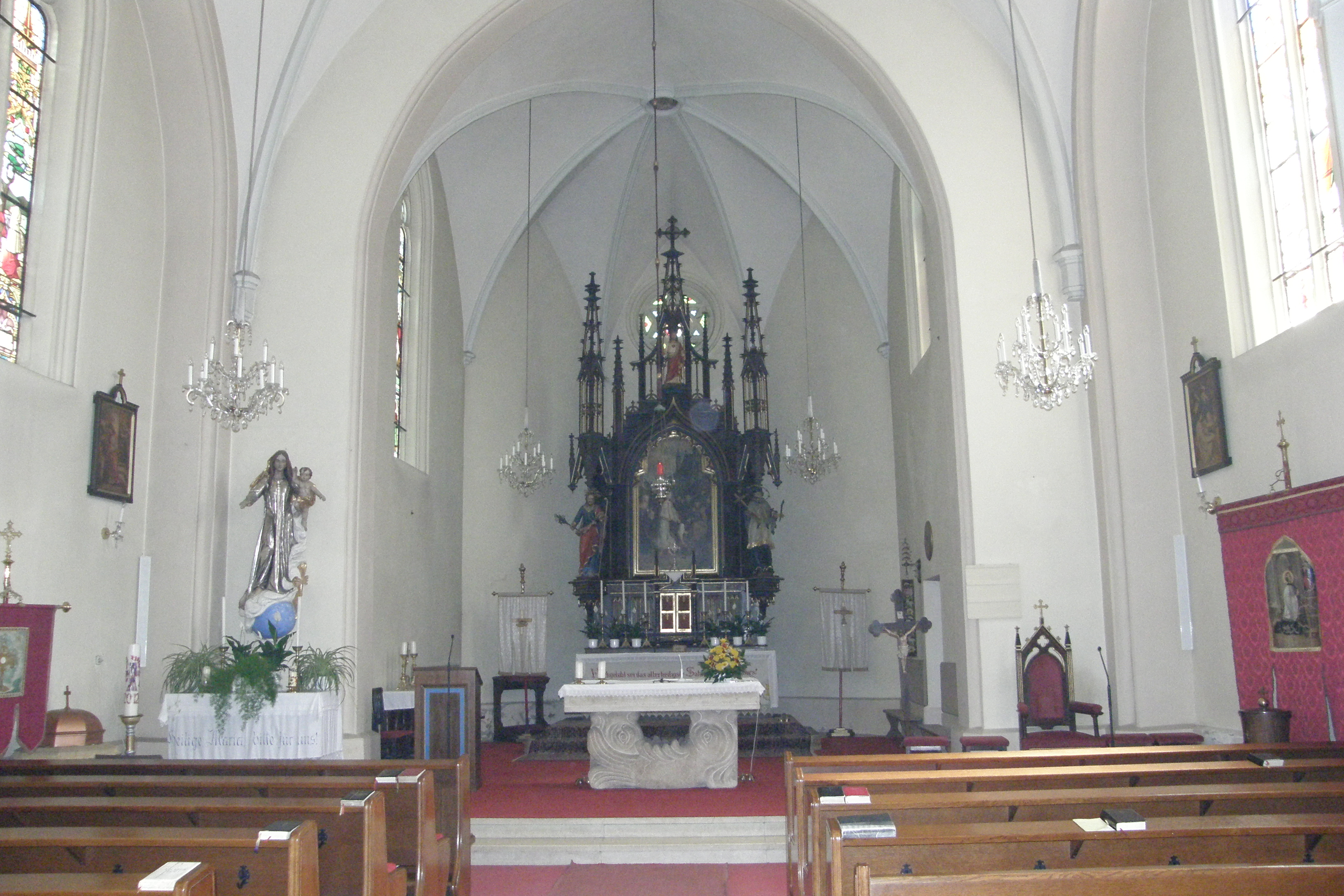
Pfarrkirche Wultendorf

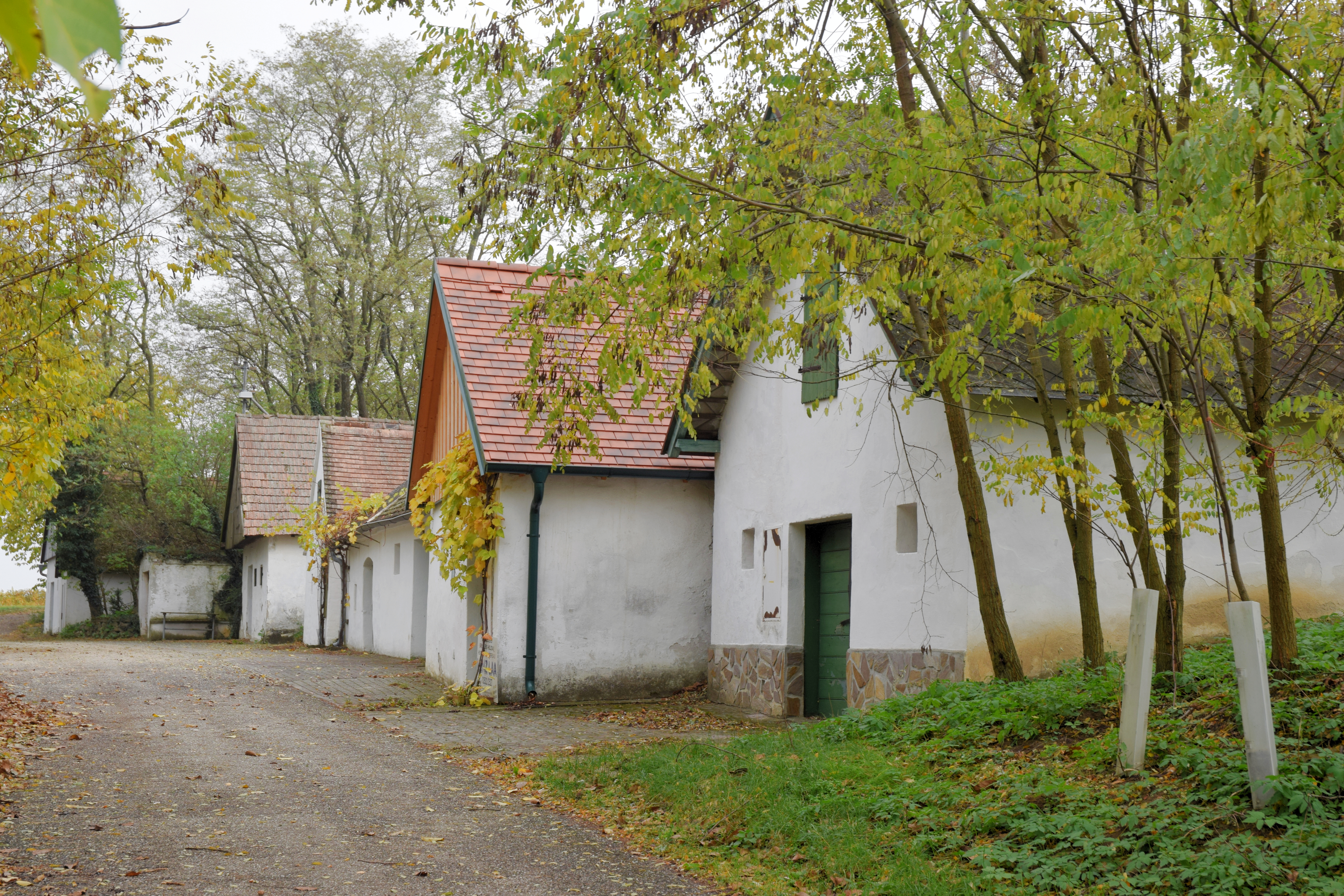
Kellergasse Loamgstettn in Ameis

- Staatzer Klippe: Die Durchspießungsklippe aus Jurakalk ist ein bemerkenswertes Naturdenkmal.
- Burgruine Staatz: Die Ruine steht auf dem Gipfel der Klippe.
- Felsenbühne Staatz: Seit dem Jahr 2000 ist die am Fuße des Staatzer Berges liegende Felsenbühne Staatz der Austragungsort der alljährlichen Sommerfestspiele.
- Katholische Pfarrkirche Ameis hl. Nikolaus
- Katholische Pfarrkirche Staatz hl. Martin
- Katholische Pfarrkirche Wultendorf hl. Kunigunde
- Loahmgstettn: Ein Kellerdorf in Ameis, das 1998 Sieger im Kellergassenbewerb wurde und damit eine der schönsten Kellergassen des Landes ist.
- Dorfwiazhaus: Das Ameiser Dorfzentrum. Das rund 100 Jahre alte Dorfgasthaus Stadler wurde nach einem 30-jährigen Dornröschenschlaf von den Ameisern revitalisiert. Für die Gestaltung erhielten die Ameiser im Jahr 2011 vom Land Niederösterreich die Goldene Kelle, die höchste Auszeichnung für Baugestaltung in Niederösterreich, überreicht.[6]

## Wirtschaft und Infrastruktur
Nichtlandwirtschaftliche Arbeitsstätten gab es im Jahr 2001 68, land- und forstwirtschaftliche Betriebe nach der Erhebung 1999 134. Die Zahl der Erwerbstätigen am Wohnort betrug nach der Volkszählung 2001 921. Die Erwerbsquote lag 2001 bei 45,85 Prozent.

### Öffentliche Einrichtungen
In Staatz und in Kautendorf befindet sich je ein Kindergarten.

## Politik

### Gemeinderat
Der Gemeinderat hat 19 Mitglieder.

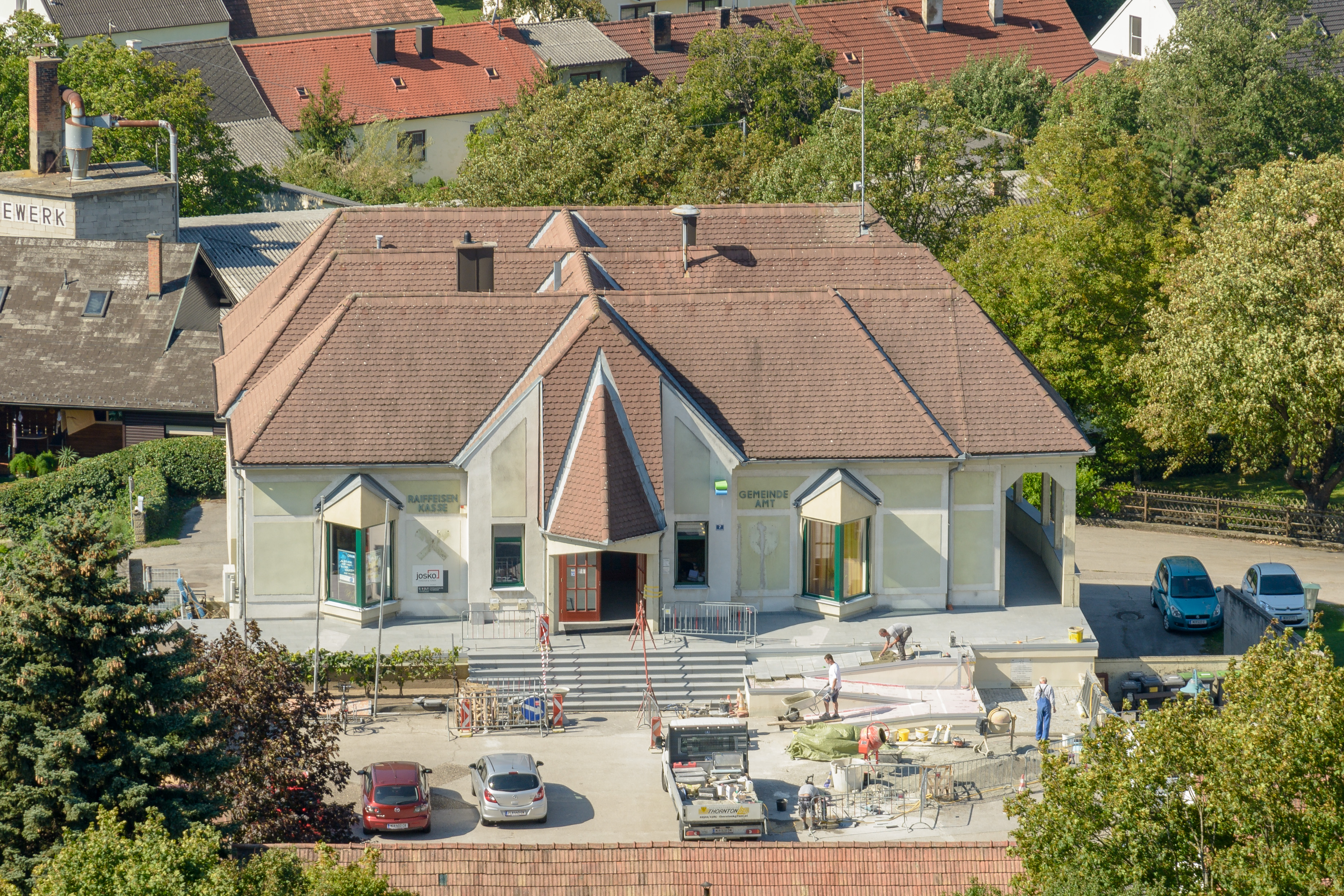
Gemeindeamt

- Mit den Gemeinderatswahlen in Niederösterreich 1990 hatte der Gemeinderat folgende Verteilung: 16 ÖVP und 5 SPÖ.
- Mit den Gemeinderatswahlen in Niederösterreich 1995 hatte der Gemeinderat folgende Verteilung: 14 ÖVP, 6 SPÖ und 1 FPÖ.[8]
- Mit den Gemeinderatswahlen in Niederösterreich 2000 hatte der Gemeinderat folgende Verteilung: 14 ÖVP, 6 SPÖ und 1 FPÖ.[9]
- Mit den Gemeinderatswahlen in Niederösterreich 2005 hatte der Gemeinderat folgende Verteilung: 14 ÖVP und 7 SPÖ.[10]
- Mit den Gemeinderatswahlen in Niederösterreich 2010 hatte der Gemeinderat folgende Verteilung: 13 ÖVP und 8 SPÖ.[11] (21 Mitglieder)
- Mit den Gemeinderatswahlen in Niederösterreich 2015 hatte der Gemeinderat folgende Verteilung: 10 ÖVP und 9 SPÖ.[12]
- Mit den Gemeinderatswahlen in Niederösterreich 2020 hat der Gemeinderat folgende Verteilung: 14 ÖVP und 5 SPÖ.[13]

### Bürgermeister
- 1995–2017 Leopold Muck (ÖVP)
- seit 2017 Daniel Fröschl (ÖVP)

## Persönlichkeiten

### Söhne und Töchter der Gemeinde
- Seyfried Christoph von Breuner (1569–1651), Adeliger
- Friedrich Münichsdorfer (1828–1874), Bergverwalter und Historiker
- Godfried Marschall (1840–1911), Generalvikar und Weihbischof in der Erzdiözese Wien
- Michael Krickl (1883–1949), Schriftsteller und Heimatdichter
- Leopold Hawelka (1911–2011), Cafetier

### Mit der Gemeinde verbundene Persönlichkeiten
- Petra Morzé (* 1964), Schauspielerin
- Erica Vaal (1927–2013), Moderatorin und Schauspielerin